# Forest (Frasnes-lez-Anvaing)
Forest, Forest-lez-Frasnes – dzielnica (section) gminy Frasnes-lez-Anvaing w Belgii, w Regionie Walońskim, w prowincji Hainaut, w okręgu Ath. 1 stycznia 2020 roku liczyła 358 mieszkańców. Do 31 grudnia 1976 samodzielna gmina.

## Demografia
Liczba mieszkańców, stan na 1 stycznia:
| Rok                | 1930 | 1947 | 1961 | 2020 |
| ------------------ | ---- | ---- | ---- | ---- |
| Liczba mieszkańców | 549  | 464  | 461  | 358  |

## Transport
Przez teren dzielnicy przebiegają trasa europejska E429 oraz droga regionalna N529.